# Emilie Locher-Werling
Emilie Locher-Werling (Zürich, 13 maart 1870 - São Paulo, 5 augustus 1963) was een Zwitserse schrijfster en dichteres.

## Biografie
Emilie Locher-Werling was een dochter van Wilhelm Werling, timmerman. Reeds op jonge leeftijd werd ze wees. Ze volgde een opleiding als naaister en volgde taal- en literatuurcursussen. In 1892 huwde ze Fritz Locher, een handelaar. Ze was redactrice van het maandblad Der Helfer. Van 1904 tot 1914 schreef ze onder de pseudoniemen Lisi Meier, Anneli Witzig en Gritli Wüest talrijke toneelstukken in het Zürichse dialect, zoals Wie's ä cha gah! uit 1905, Es Sächsilüüte uit 1908 E verdächtigi G'schicht uit 1911 en De Landvogt vo Gryfesee uit 1914. Ze schreef ook kinderboeken, zoals S Sunneschynli und s Dummerli uit 1925, Gschichte für chlyni Tierfründ uit 1933 en Tierlischau uit 1958. Daarnaast publiceerde ze ook dialectdichtbundels in Wise-Blueme uit 1913 en Im Abigrot uit 1929. In 1941 emigreerde ze naar São Paulo.

## Werken
- (de)  Wie's ä cha gah!, 1905.
- (de)  Es Sächsilüüte, 1908.
- (de)  E verdächtigi G'schicht, 1911.
- (de)  Wise-Blueme, 1913.
- (de)  De Landvogt vo Gryfesee, 1914.
- (de)  S Sunneschynli und s Dummerli, 1925.
- (de)  Im Abigrot, 1929.
- (de)  Gschichte für chlyni Tierfründ, 1933.
- (de)  Tierlischau, 1958.